# Ставиоц
Ставилац (на сръбски: ставилац, буквално „поставящ“) е придворна титла в средновековна Сърбия.
Тя е сходна с византийските придворни длъжности доместик и пинкерн. Ставилацът има своя роля в церемониала на владетелската маса, но може да са му възложени и напълно различни задачи. Най-ранното споменаване на титлата е от двора на крал Стефан II Милутин (1282-1321), когато постът се заема от Джураш Вранчич. Тя е последната в йерархията на сръбския двор, след челник, казнац, тепчия и войвода.